# James Stuart-Wortley-Mackenzie, I barone di Wharncliffe
Il colonnello James Archibald Stuart-Wortley-Mackenzie, I barone di Wharncliffe (6 ottobre 1776 – 19 dicembre 1845) è stato un ufficiale e politico inglese.

## Biografia
Era il figlio del colonnello James Archibald Stuart, figlio di John Stuart, III conte di Bute e di sua moglie Mary Wortley-Montagu, baronessa Mountstuart. Il padre aveva assunto il cognome aggiuntivo di Wortley come erede di sua madre, prendendo in seguito anche quello di Mackenzie come erede del suo prozio James Stuart-Mackenzie di Rosehaugh. La madre era Margaret Cunynghame, figlia del tenente generale David Cunynghame.

## Carriera

### Carriera militare
Stuart-Wortley entrò a far parte del 48th (Northamptonshire) Regiment of Foot nel 1790; fu trasferito al 7th of Foot nel 1791 e divenne capitano del 72nd Regiment nel 1793. Venne promosso tenente colonnello nel 1797 e divenne colonnello del 12th of Foot sei mesi più tardi. Nel 1797 si trasferì ai Grenadier Guards e si  dimise nel 1801.

### Carriera politica
Stuart-Wortley fu membro del Parlamento per Bossiney (1797-1818) e per Yorkshire. Il suo atteggiamento su varie questioni divenne gradualmente più liberale; il suo sostegno all'emancipazione cattolica gli fece perdere il seggio nel 1826. Venne poi elevato alla nobiltà come Barone Wharncliffe di Wortley, nella Contea di York, un riconoscimento sia per la sua precedente attività parlamentare sia per la sua alta posizione tra la nobiltà.
Nel 1831, siccome gli animi politici correvano altissimi sopra la questione della riforma, Wharncliffe riuscì ad aprire i canali di comunicazione tra il governo e l'opposizione. 
Si oppose al Reform Act 1832. Fu nominato Lord del Sigillo Privato a Sir Robert Peel (1834-1835) e Lord Presidente del Consiglio (1841-1845). Nel 1834 divenne membro del Consiglio privato. 
Nel 1837 fece uscire un'edizione degli scritti della sua antenata Mary Wortley-Montagu.

## Matrimonio
Sposò, il 30 marzo 1799, Elizabeth Caroline Mary Crichton (1779-1856), figlia di John Crichton, I conte Erne. Ebbero quattro figli:
- Caroline Jane Wharncliffe (?-12 giugno 1876), sposò John Chetwynd-Talbot, ebbero due figli;
- John Stuart-Wortley-Mackenzie, II barone Wharncliffe (23 aprile 1801-22 ottobre 1855);
- Charles Stuart-Wortley-Mackenzie (3 giugno 1802-22 maggio 1844), sposò Emmeline Manners, ebbero tre figli;
- James Archibald Stuart-Wortley (3 luglio 1805-22 agosto 1881), sposò Jane Lawley, ebbero sette figli.

## Morte
Morì il 19 dicembre 1845.

## Ascendenza
|                                                         |                                   |                                             | Genitori                                        |  |  | Nonni |  |  | Bisnonni                       |  |  | Trisnonni                     |  |
|                                                         |                                   |                                             |                                                 |  |  |       |  |  | James Stuart, II conte di Bute |  |  | James Stuart, I conte di Bute |  |
|                                                         |                                   |                                             |                                                 |  |  |       |  |  | James Stuart, II conte di Bute |  |  | James Stuart, I conte di Bute |  |
|                                                         |                                   | Agnes Mackenzie                             |                                                 |  |  |       |  |  | James Stuart, II conte di Bute |  |  |                               |  |
| John Stuart, III conte di Bute                          |                                   |                                             |                                                 |  |  |       |  |  | James Stuart, II conte di Bute |  |  |                               |  |
|                                                         |                                   | lady Anne Campbell                          | Archibald Campbell, I duca di Argyll            |  |  |       |  |  |                                |  |  |                               |  |
|                                                         |                                   | lady Anne Campbell                          | Archibald Campbell, I duca di Argyll            |  |  |       |  |  |                                |  |  |                               |  |
|                                                         |                                   | lady Anne Campbell                          | Elizabeth Tollemache                            |  |  |       |  |  |                                |  |  |                               |  |
| lord James Archibald Stuart-Wortley-Mackenzie           |                                   | lady Anne Campbell                          |                                                 |  |  |       |  |  |                                |  |  |                               |  |
|                                                         |                                   | Edward Wortley-Montagu                      | hon. Sidney Wortley-Montagu                     |  |  |       |  |  |                                |  |  |                               |  |
|                                                         |                                   | Edward Wortley-Montagu                      | hon. Sidney Wortley-Montagu                     |  |  |       |  |  |                                |  |  |                               |  |
|                                                         |                                   | Edward Wortley-Montagu                      | Anne Wortley                                    |  |  |       |  |  |                                |  |  |                               |  |
| Mary Wortley-Montagu, I baronessa Mount Stuart          |                                   | Edward Wortley-Montagu                      |                                                 |  |  |       |  |  |                                |  |  |                               |  |
|                                                         |                                   | lady Mary Pierrepont                        | Evelyn Pierrepont, I duca di Kingston-upon-Hull |  |  |       |  |  |                                |  |  |                               |  |
|                                                         |                                   | lady Mary Pierrepont                        | Evelyn Pierrepont, I duca di Kingston-upon-Hull |  |  |       |  |  |                                |  |  |                               |  |
|                                                         |                                   | lady Mary Pierrepont                        | lady Mary Feilding                              |  |  |       |  |  |                                |  |  |                               |  |
| James Stuart-Wortley-Mackenzie, I barone di Wharncliffe |                                   | lady Mary Pierrepont                        |                                                 |  |  |       |  |  |                                |  |  |                               |  |
|                                                         | sir David Cunynghame, I baronetto | David Cunningham                            |                                                 |  |  |       |  |  |                                |  |  |                               |  |
|                                                         | sir David Cunynghame, I baronetto | David Cunningham                            |                                                 |  |  |       |  |  |                                |  |  |                               |  |
|                                                         | sir David Cunynghame, I baronetto | Margaret Masoun                             |                                                 |  |  |       |  |  |                                |  |  |                               |  |
| sir David Cunynghame, III baronetto                     | sir David Cunynghame, I baronetto |                                             |                                                 |  |  |       |  |  |                                |  |  |                               |  |
|                                                         |                                   | Elizabeth Baird                             | sir Robert Baird, I baronetto                   |  |  |       |  |  |                                |  |  |                               |  |
|                                                         |                                   | Elizabeth Baird                             | sir Robert Baird, I baronetto                   |  |  |       |  |  |                                |  |  |                               |  |
|                                                         |                                   | Elizabeth Baird                             | Elizabeth Fleming                               |  |  |       |  |  |                                |  |  |                               |  |
| Margaret Cunynghame                                     |                                   | Elizabeth Baird                             |                                                 |  |  |       |  |  |                                |  |  |                               |  |
|                                                         |                                   | Alexander Montgomerie, IX conte di Eglinton | Alexander Montgomerie, VIII conte di Eglinton   |  |  |       |  |  |                                |  |  |                               |  |
|                                                         |                                   | Alexander Montgomerie, IX conte di Eglinton | Alexander Montgomerie, VIII conte di Eglinton   |  |  |       |  |  |                                |  |  |                               |  |
|                                                         |                                   | Alexander Montgomerie, IX conte di Eglinton | lady Elizabeth Crichton                         |  |  |       |  |  |                                |  |  |                               |  |
| lady Mary Montgomerie                                   |                                   | Alexander Montgomerie, IX conte di Eglinton |                                                 |  |  |       |  |  |                                |  |  |                               |  |
|                                                         |                                   | lady Anne Gordon                            | George Gordon, I conte di Aberdeen              |  |  |       |  |  |                                |  |  |                               |  |
|                                                         |                                   | lady Anne Gordon                            | George Gordon, I conte di Aberdeen              |  |  |       |  |  |                                |  |  |                               |  |
|                                                         |                                   | lady Anne Gordon                            | Anne Lockhart                                   |  |  |       |  |  |                                |  |  |                               |  |
|                                                         |                                   | lady Anne Gordon                            |                                                 |  |  |       |  |  |                                |  |  |                               |  |